# Labib Mahmoud
Hani Labib Mahmoud (in arabo هاني لبيب محمود‎?; 25 agosto 1907 – ...) è stato un calciatore egiziano, di ruolo attaccante.

## Carriera
Prese parte con la Nazionale egiziana ai Mondiali del 1934 e ai Giochi Olimpici del 1936.